# アマラとカマラ
アマラ（Amala、1919年? - 1921年9月21日）とカマラ（Kamala、1912年? - 1929年11月14日）は、1920年にインドで発見されたとされる2人の孤児の少女である。

## 概要
アマラとカマラは現在の西ベンガル州ミドナプール（Midnapore）付近で発見され、孤児院を運営するキリスト教伝道師ジョセフ・シング（Joseph Amrito Lal Singh）によって保護、養育された。シングは、2人が幼少時に親に捨てられた後オオカミに育てられた野生児だと主張し、文明から切り離されて育てられた子供の事例として有名な逸話となった。しかし、これら2人に関する詳細は、シング1人により宣伝、報道されたものだったため、その信憑性について多く議論がなされた。現在では、ヒトがオオカミに育てられるのは生態上困難であることなどから、研究者により彼女たちは野生児ではなく自閉症もしくは精神障害の孤児だったと考えられている。また、シングの話にはかなり創作が含まれていると推測されている。

## 記録
シングの日記に、2人を救出してから養育し、死をみとるまでの記録が23枚の写真とともに詳細に残されている（ただし、23枚の写真のうち1枚はアマラとカマラを診察した医師の写真のため、彼女らを写したものは実質22枚である）。それには次のように記録されている。
シングは伝道旅行の途中に、ミドナプールとモーバニの境にあるゴダムリ村で、牛小屋に泊めてもらった。そのとき現地のチュナレムという男に、「近くのジャングルに恐ろしい化け物がいるから追い払ってほしい」と依頼される。依頼を引き受けて調査に向かい、1920年10月17日にシロアリ塚でオオカミと暮らしている2人の少女を発見、保護した。シングは2人を連れて10月28日にゴダムリ村を去り、11月4日にミドナプールにある自分の孤児院に到着、以後はそこで保護した。
発見当時の年齢は不明だが、シング牧師は年少の子が約1歳6ヶ月、年長の子が8歳と推定している。11月24日、年長の子を「カマラ」、年少の子を「アマラ」と名づける。カマラは「桃色のハス」、アマラは「明るい黄色の花」を意味する。
アマラとカマラはともにオオカミのような振る舞いを示した。ひざや腰の関節はかたく、立ち上がったり歩いたりすることはできず、四つ足で移動した。食事は生肉と牛乳を好み、食べるときは手を使わず地面に置かれた皿に顔を近づけてなめるようにして口に入れた。
聴覚、嗅覚は鋭く、70m離れたところで捨てられた鳥の内臓を察知し、その方向に四つ足で走っていった。目は暗闇でぎらぎらと光り、暗くても目が利くが、そのかわり日中は物がよく見えていないようだった。また、暑さや寒さにもほとんど反応しなかった。真夜中に遠吠えのような声をたてる以外は音声を発しなかった。シング牧師は、彼女らを人間社会に融和させようと試みた。シング牧師の夫人はマッサージ師であり、からし油を使って2人の硬くなった関節などをマッサージしてあげた。また、アマラはのどが渇いているときには「プープー」というような声を出すようになった。
1921年9月に入り、2人は病気が重くなり、数日間は昏睡状態となった。医者に診てもらい、9月12日には寄生虫を除去。15cm前後の虫がアマラの体から18匹、カマラの体から116匹排出された。カマラは病気を乗り切ったが、アマラは9月21日に腎臓炎で死去した。
アマラの死を理解するとカマラは両目から涙を流し、アマラの亡骸のもとを離れようとしなかった。アマラが死去した9月21日から9月27日まではひとりでずっと部屋の隅でうずくまっていた。10月になってもカマラは意気消沈したままで、白痴のようになってしまった。その後、シング夫人がつきっきりで世話とマッサージをし、11月の半ばを過ぎるとカマラは以前の元気を取り戻した。
その後、カマラは直立二足歩行のための訓練を受けはじめる。1923年6月10日に初めて2本足で立つことに成功し、少しずつではあるが言葉をしゃべるようになった。1926年までに30ほどの単語を覚え、1927年に入ると短い簡単な文を口にすることができた。
1928年頃からカマラの体調は悪くなり、1929年9月26日に発病。11月14日の朝4時頃、尿毒症によって死亡した。

## 真実性
出版されたシングの日記には、ミドナプールの地方判事E・ウェイトによる宣誓供述書、さらに主教H・パケナム・ウォルシュによる「日記の内容が真実であることを保証する」と述べた「まえがき」が付されている。また、ロバート・ジングは主教のまえがきがあることや野生児の写真が残されていること、そして「フランシス・マックスフィールド教授やキングスレー・デービス教授など複数の学者からお墨付きをもらっている」ことなどを挙げ、シング牧師の日記が信頼できるものだとしている。しかし、下記の通り多くの科学者や研究者がこの事例の真実性には数多くの矛盾点があると指摘しており、シングの話は信憑性がないとされている。
多くの脚色が原因で、弁明の真実性を主張するシング自身以外立証を得ることは出来なかった。多くの科学者や研究者はアマラとカマラは先天的障害を持った精神的知能の遅れた子供たちだと推測している。
社会学者のウィリアム・F・オグバーンは、文化人類学者のニルマール・K・ボースとともに1951年から1952年にかけてこの逸話の真実性についての現地調査を行い、1959年に論文として発表した。それによると、アマラとカマラがシングの孤児院にいたことと、カマラが言葉を話せない子供であったことは裏づけがとれた。しかし、次のような疑問点を指摘している。
- シングの親族（息子、娘）を除くと、カマラを実際に見たことがあると証言する人のうち、四つんばいで移動したり生肉を食べたところを目撃した人は1人も確認されなかった。なお、シング夫妻は調査を行った時点ですでに死亡しており、アマラとカマラを保護した際に牧師と同行していたとされる人物たちについても死亡または行方不明となっていた。アマラの性格については信頼性のある証言は全く得られなかった。
- シングの日記では、「自身がシロアリ塚から2人を救出した」と記されているが、救出したとされる日から約1年後の地方紙（「ミドナポール・ヒアタイシ」1921年10月24日付）には、「サンタル族によって救出され、のちにシングに引き渡された」と記述されており矛盾している。また、シングのもとにアマラとカマラが連れてこられたのを目撃したとの陳述もあった。
- 日記によると、救出した村の名前は「ゴダムリ」とされているが、地図、税金や人口調査の記録、実地の調査を行ってもその村を発見できなかった。

1993年、オグバーンと共に、「Wolf Boy of Agra and Feral Children and Autistic Children」を共同執筆した発達心理学者、作家のブルーノ・ベッテルハイムは、少女2人が生まれつき精神的、身体的に障害を持って生まれてきたと述べている。
大学講師の梁井貴史は以下のような疑問点から、この2人がオオカミによって育てられたとすることに否定的な見解を示している。
- 授乳の問題。オオカミのメスは積極的に乳を与えず、ヒトの乳児も乳首を口元に持って行かないと乳を吸わないため、授乳が成立しない。また、ヒトとオオカミでは母乳の成分が違うためヒトには消化できない。
- 移動の問題。オオカミの群れは餌を求めて広範囲を移動するが、その速度は50km/hに達する。人間の短距離走者でさえ、最大で40km/h程度しか出せないことを考慮すると、幼児が移動に耐えられるとは考えにくい。
- 暗闇で目が光る、犬歯が異常に発達しているなど、生物学的にあり得ない記述が多々ある。

1975年、イギリスのチャールズ・マクリーンは、ゲゼル児童発達研究所の屋根裏で発見したシングの残した多数の文書を元に、現地調査を行った。その結果、次のことがわかった。ただし、このことによっても、アマラとカマラが狼に育てられたことが証明されたわけではない。後の研究で孤児院のための金銭確保を目的に口裏を合わせていたことが判明している。
- オグバーンの調査の結果とは異なり、アマラとカマラがオオカミのように振舞っているのを見たという証言が得られ、シングに敵意を持っていると思われる人であっても、アマラとカマラの逸話に真実性を疑っているわけではなかった。
- ゴダムリ村は発見されたが、村の名前が「ゴラバンダ」に変更されていた。村人たちから、チュナレム（シング牧師に化け物退治を依頼した人物）が、数年前までその村にいたことの証言が得られた。さらに、近くのデンガナリア村に住むラサ・マランディという老人は、16歳だった当時にシングとともにアマラとカマラの保護に参加したと話した。
- オグバーンの論文で指摘された地方紙「ミドナポール・ヒアタイシ」のほかにも、「ステーツマン」誌やシング牧師が福音伝道協会に宛てた書簡、そしてシングのかつての教師であるブラウン神父の書簡といったものに「アマラとカマラはサンタル族によって保護され、その後シング牧師に引き渡された」と記されており、いずれもシング牧師の日記と矛盾していることがわかった。なぜこのような食い違いがあるのかについて、マクリーンは詳細は不明としながらも、シング牧師が2人の救出時に狩猟者の役割をしたことを伝道協会に知られたくなかった可能性や、野生児見たさに孤児院に殺到する見物人に辟易して矛盾を含んだ話をするようになってしまったという可能性を示している。

フランスの外科医、セルジュ・アロール（Serge Aroles）によると、「アマラとカマラ」は野性児の考察においての最もスキャンダラスな詐欺事件であるとしている。彼は自身の著書「L'Enigme des enfants-loup（邦題：オオカミに育てられた謎の子供たち）」で、この事件の研究について記述した。
- シングが書いたと主張する日記「day after day during the life of the two wolf-girls（2人のオオカミ少女たちの毎日）」は、間違いである。これは、インドでカマラの死の6年後の1935年に書かれたものである（原稿はワシントンD.C.にあるアメリカ議会図書館の原稿部門に保存されている）。
- 四つ足で歩き、生肉を食べたりするなどしている2人の写真は、彼女たちが死んだ後の1937年に撮影されたものである。この写真は、ミドナプールから来た別の女の子たちがシングのリクエストに応じ、ポーズをとっているのを撮影している。その写真の中の女の子の身体と顔は、実際の写真のカマラのものとは、完全に異なるものであった。
- 孤児院を担当していた医師によると、（シングによってでっち上げられた）とても鋭利で長い歯や、固定された関節での四足歩行や、夜間に強い青の光を放つ夜行に適した眼などに類似したものを、カマラは一切持ち備えていなかった。
- 1951年から1952年にかけて集められた信頼できるいくつかの証言[11]によると、シングは、見物人の前でカマラが自分の言ったようにするように、暴力を振るっていた。
- この詐欺は、金銭的な儲けを得るために引き受けられた。アロールは、シングとロバート・ジングとの間で話の金銭的価値への確信が表現されている内容の手紙があることを報告している。シングの日記の出版の後、ロバート・ジングは孤児院を維持するための資金を必要としていたシングに500USドルの印税を送った[12]。
- ロバート・ジングがシングと共同執筆した本「Wolf-Children and Feral Man（狼少年と自然のままの男）」は、人類学者から広範囲な批判を受けた。最も率直だったのはAshley Montagueである。この論争は1942年にジングがデンバー大学のアカデミックなポストから解任されたことで終結した。ジングはシングとは無関係に記録の真実性を確かめなかった高い代償を払った。彼はスキャンダルの後に復帰することはなかった。
- アマラはレット症候群に冒された精神障害者だった。

また、鈴木光太郎は証拠とされる写真について、別々の日に撮影されたはずの写真にもかかわらず背景が酷似しているなどの点から、なんらかの作為が感じられると指摘している。

## 日本において
日本においては、1955年に翻訳出版された『狼にそだてられた子』（アーノルド・ゲゼル著、生月雅子訳 新教育協会）によってこの逸話が紹介されて知られるようになり、教育や児童心理学の分野で度々参考にされている。また、美内すずえの少女漫画『ガラスの仮面』の劇中劇『忘れられた荒野』は、この作品にインスピレーションを得ている。
また、シング本人の著書も下記のとおり、1977年に日本語に翻訳されている。
- 『野生児の記録 1 狼に育てられた子』（1977年）J.A.L.シング (著), 中野善達 (翻訳), 清水知子 (翻訳) 福村出版